# Młynów, Warszawa

Vị trí của Młynów trong quận Wola

Młynów là khu phố trung tâm của quận Wola ở Warsaw, Ba Lan.

## Lịch sử
Từ cuối thời Trung cổ, khu vực Młynów hiện đại thuộc về ngôi làng Wielka Wola gần đó. Ban đầu chủ yếu nơi này là đất để trồng trọt, năm 1792 Nghĩa trang Tin Lành của <b>Augsburg Confession</b> được thành lập tại đây. Ngay sau đó, các nghĩa trang bổ sung đã được xây dựng gần đó: Nghĩa trang Christian Powązki và Nghĩa trang Do Thái đường Okopowa (cả hai nghĩa trang này, trong thời hiện đại, nằm trong khu phố Powzki). Vào thế kỷ 19, thành phố đang phát triển nhanh chóng, lấn át Wola và các cánh đồng của nó, nằm ngay bên ngoài phạm vi thành phố là một vị trí thuận tiện cho nhiều cối xay gió, trở thành tên gọi cho toàn bộ khu vực: Bản dịch theo nghĩa đen của Młynów là "Nơi của các nhà máy". Việc mở tuyến đường sắt Warsaw- Vienna cũng thấy nhiều vựa lúa được xây dựng ở đó. Trong Chiến tranh thế giới I, năm 1916, Młynów, cùng với phần còn lại của vùng ngoại ô Wola, được sáp nhập vào thành phố Warsaw. Trong cuộc chiến sau đó và Cuộc nổi dậy Warsaw năm 1944, phần lớn cảnh quan thành phố ban đầu đã bị người Đức san bằng xuống đất. Sau chiến tranh, khu phố được xây dựng lại, một phần theo phong cách Hiện thực xã hội chủ nghĩa.